# سرمسکی کارلووتسی
سرمسکی کارلووتسی (به صربی: Sremski Karlovci) یک شهرستان در صربستان است که در ناحیه باچکای جنوبی واقع شده‌است. سرمسکی کارلووتسی ۸۷ متر بالاتر از سطح دریا واقع شده‌است.

## خواهرخوانده
شهرهای باردیو، Bricquebec, Eymet، تیوات، نووچرکاسک، سرگییف پوساد، باتایسک و نیو آتوس خواهرخوانده‌های سرمسکی کارلووتسی هستند.